# Жендзяновиці
Жендзяновиці (пол. Rzędzianowice) — село в Польщі, у гміні Мелець Мелецького повіту Підкарпатського воєводства.
Населення — 1370 осіб (2011).
У 1975-1998 роках село належало до Ряшівського воєводства.

## Демографія
Демографічна структура станом на 31 березня 2011 року:
|          | Загалом | Допрацездатний вік | Працездатний вік | Постпрацездатний вік |
| -------- | ------- | ------------------ | ---------------- | -------------------- |
| Чоловіки | 676     | 157                | 437              | 82                   |
| Жінки    | 694     | 147                | 390              | 157                  |
| Разом    | 1370    | 304                | 827              | 239                  |